# ويليام دبليو. بيكر
ويليام دبليو. بيكر (بالإنجليزية: William W. Becker)‏ هو مصرفي وشخصية أعمال أمريكي، ولد في 18 مايو 1921، وتوفي في 2 أبريل 2007 بسبب نوبة قلبية.